# Pimelodella harttii
Pimelodella harttii är en fiskart som först beskrevs av Steindachner, 1877.  Pimelodella harttii ingår i släktet Pimelodella och familjen Heptapteridae. Inga underarter finns listade i Catalogue of Life.